# Heidespiegelloopkever
De heidespiegelloopkever (Notiophilus germinyi) is een keversoort uit de familie van de loopkevers (Carabidae). De wetenschappelijke naam van de soort werd in 1863 gepubliceerd door Charles Adolphe Albert Fauvel.